# Motor de siete cilindros en línea

Motor de siete cilindros en línea con orden de encendido 1-3-5-7-2-4-6

Un motor de siete cilindros en línea es un propulsor con siete pistones paralelos entre sí y alineados en  una única fila. Las compañías Wärtsilä (con su modelo RTA96-C) y MAN Diesel, producen motores diésel de dos tiempos y siete cilindros, con la particularidad de que van equipados con crucetas debido a las largas carreras de los pistones en este tipo de diseños. Wärtsilä también produce motores de siete cilindros en línea con pistones convencionales. Es más común en aplicaciones náuticas, dado que los motores marinos generalmente se basan en un diseño modular, con culatas individuales en cada cilindro.

## En automoción
El único caso de un motor de siete cilindros en línea fabricado para la propulsión terrestre, es el motor diésel Sisu de la AGCO Corporation. Se eligió esta configuración debido a problemas de tamaño, partes comunes y especificaciones de potencia. Se eligió este diseño porque un motor de ocho cilindros en línea hubiera sido demasiado largo para la aplicación de maquinaria agrícola para la que se diseñó el motor, mientras que un motor en V hubiera requerido una mayor inversión, difícilmente asumible para el bajo volumen de ventas esperado para este rango de potencia. La configuración adoptada supuso una inversión menor, porque el Sisu reutilizaba la culata de sus diésel de tres y de cuatro cilindros en línea. Esto fue posible porque el volumen del cilindro, los pistones y las bielas son idénticos en toda la gama de modelos Sisu.

## Uso náutico
Se han fabricado algunos motores de siete cilindros para uso marino. Un ejemplo es el diésel submarino Burmeister & Wain Modelo 722VU37 de 2 tiempos construido a partir de 1937, con una potencia de 600 caballos (447,4 kW). Estos motores se utilizaron en los submarinos de la clase H daneses. Otro motor de este tipo fue el diésel 7QD42 de 2500 caballos (1864,3 kW) diseñado por Sulzer para submarinos, que fue construido por los holandeses entre 1939 y 1940 para su uso en los submarinos de la clase O.